# Play Framework
Play Framework là một web framework mã nguồn mở được dùng để tạo các ứng dụng web. Play Framework được viết bằng Scala và Java theo mô hình kiến trúc (architectural pattern) model–view–controller (MVC). Play Framework được tạo ra với mục đích tăng hiệu suất lập trình bằng các sử dụng quy ước bằng cấu hình, tải lại mã nóng và hiển thị lỗi trên trình duyệt.
Play Framework bắt đầu hỗ trợ Scala từ phiên bản 1.1. Trong phiên bản 2.0, nhân framework được viết lại bằng Scala. Quá trình xây dựng và triển khai phần mềm được chuyển sang dùng SBT và các template Scala thay vì Apache Groovy.